# Đồ chơi kỹ năng

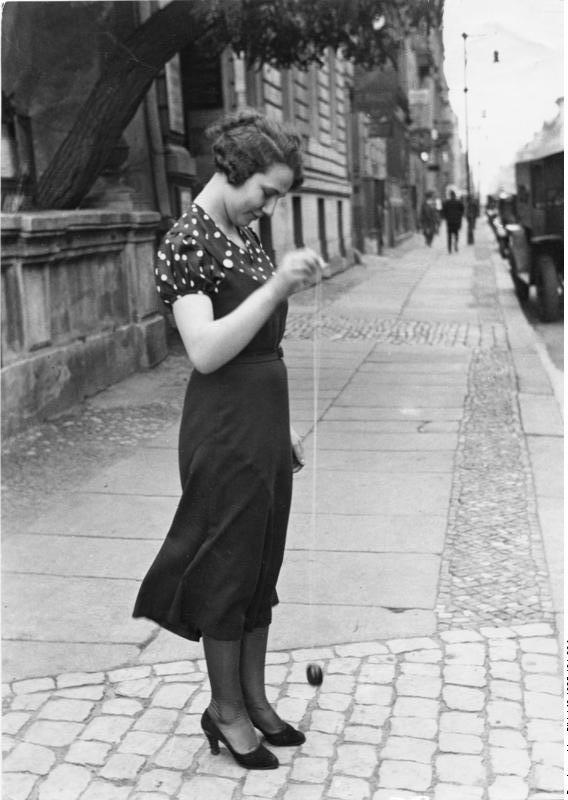
Yo-yo là một ví dụ của đồ chơi kỹ năng

Đồ chơi kỹ năng (skill toy) là những đồ chơi cần dùng đến các kỹ năng như khéo léo, chạy, nhảy, quay, phản xạ, tung. Hầu hết các đồ chơi kỹ năng đều có thể tự chơi một mình, còn lại là nhiều người chơi.

## Ví dụ
- Yo-yo
- Kendama
- Begleri
- Balisong
- Nhảy dây
- Tung hứng
- Boomerang
- Diều
- Bắn bi
- Fidget spinner
- Gậy ma quỷ
- Rubik
- Cầu thủy tinh
- Pen snipping
- Côn nhị khúc
- Đánh quay